# Lithax incanus
Lithax incanus is een schietmot uit de familie Goeridae. De soort komt voor in het Palearctisch gebied.